# 小维西圣心堂
小维西圣心堂，俗稱小維西天主堂，位于云南省迪庆藏族自治州维西傈僳族自治县白济汛乡统维村小维西，是迪庆州建筑年代最早、保存较为完好的天主教堂。1880-1881年法国天主教巴黎外方传教会传教士丁德良（Léon Tintet）主持修建，仿照纳西族民居风格建造，保存完好。1905年维西教案发生后，使用教案赔款扩建了附属建筑。教堂附设孤老院、诊所和男、女学堂。1950年传教士遣送出境，教堂关闭，房产由村公所管理使用。1984年归还教堂。1989年公布为维西县文物保护单位。2012年公布为迪庆州文物保护单位。因位于澜沧江托巴水电站淹没区，小维西天主教堂将被迁建于保和镇兰永移民安置点内。